# 庄司駅
庄司駅（しょうじえき）は、かつて福岡県嘉穂郡幸袋町（現:飯塚市）庄司にあった、運輸省（省鉄）幸袋線の貨物駅（廃駅）である。貨物支線の廃線に伴い、1945年（昭和20年）6月10日に廃駅となった。

## 歴史
- 1909年（明治42年）1月1日：開業[1]。
- 1945年（昭和20年）6月10日：貨物支線の廃線に伴い廃止[1]。幸袋駅に併合[1]。

## 隣の駅
運輸省（省鉄）
幸袋線（貨物支線）
幸袋駅 - 庄司駅 - （貨）高雄駅